# Abell 133
Abell 133 è un ammasso di galassie situato in direzione della costellazione della Balena a circa 234 milioni di anni luce dalla Terra. Inserito nel Catalogo Abell redatto nel 1958, ha una classe di ricchezza 0 (quindi costituito da 30-49 galassie) ed è del tipo I secondo la Classificazione di Bautz-Morgan.
L'ammasso è dominato dalla luminosa galassia centrale ellittica ESO 541-13, la cui struttura centrale appare complessa per la presenza di due lobi creati dalle emissioni di onde radio che si scontrano con il gas intergalattico formando due enormi cavità, come evidenziato dalle osservazioni del telescopio spaziale Chandra. Abell 133 fa parte del Superammasso dei Pesci-Balena (SCl 010).